# 4호선 셰퍼드
4호선 셰퍼드(영어: Line 4 Sheppard)은 캐나다 온타리오주 토론토에서 가장 최근에 지어진 지하철 노선으로, 토론토 교통국이 관리하고 있다. 5.5km에 5개 역으로 이루어져있는 셰퍼드 선은 2002년 11월 22일에 개통되었다.
셰퍼드 선 전 구간은 셰퍼드 애비뉴 이스트를 따라 달리며, 이 노선의 모든 역은 TTC 버스 노선과 연결되며, 모든 역에는 엘리베이터와 공공 미술 작품이 있다. 주요 작품으로는 셰퍼드-영 역에 있는 벽화와, 베이뷰 역에 있는 어린이들의 로고, 그리고 TTC를 이용하는 사람들이 직접 새긴 레슬리 역의 '셰퍼드 & 레슬리 (Sheppard & Leslie)' 타일 등이 있다.
셰퍼드 선은 평일 및 토요일 오전 6시부터 다음날 오전 2시까지, 일요일 오전 9시부터 다음날 오전 2시까지 운행하는데, 지하철이 운행하지 않는 심야 시간대에는 385번 셰퍼드 이스트 블루 나이트 버스가 셰퍼드-영 역에서 셰퍼드 애비뉴를 따라 매도우베일 로드까지 30분 간격으로 운행한다.
기존에 돈 밀스 역에서 매도우베일 로드까지 경전철을 놓는 트랜짓 시티 계획안이 있었으나, 롭 포드 토론토 시장이 취임한 이후 트랜짓 시티 계획안은 취소되었고, 대신 다운즈뷰 역에서 스카보로 센터 역까지 셰퍼드 선을 지하로 연장하는 방안이 검토되었다. 하지만 이후 자금 조달 문제로 셰퍼드 선 연장안은 무산되고 이용객이 더욱 많은 에글링턴 애비뉴에 경전철을 놓는 에글링턴 크로스타운 경전철이 공사에 들어갔다.

## 역사

### 개통 이전
셰퍼드 선은 토론토 교통국의 '네트워크 2011' 대중교통 계획안의 일부였으며, 셰퍼드 선을 따라 영 스트리트에서 빅토리아 파크 애비뉴를 잇는 계획이 1985년에 공개되었다. 이 지하철 계획은 토론토 시의회에서 승인되었으나, 온타리오 주정부에서 자금 조달이 지연되었다.
1993년, 온타리오 주 신민주당은 네 개의 토론토 교통국 지하철 및 경전철 계획안을 승인하였고, 이 중에서는 에글링턴 애비뉴와 셰퍼드 애비뉴 지하철 노선도 포함되어있었으며, 두 노선은 공사에 착수하였다. 신민당은 1995년 주의회 선거에서 패배하였으며, 마이크 해리스가 이끄는 진보보수당이 당선되었다. 해리스는 에글링턴 지하철 공사를 취소하였으나 셰퍼드 선 공사는 계속하였다. 이후 셰퍼드 선 공사 예산은 토론토 시의회에서도 삭감되었다. 하지만 시의회에서는 셰퍼드 선을 레슬리 스트리트까지만 짓는 등의 대안을 내놓았으며, 결국 표결을 거쳐 돈 밀스 로드까지 짓기로 하였다.
기존 노선이 도심에서 부도심을 잇는 노선이라면, 셰퍼드 선은 최초로 토론토 부도심 지역을 잇는 노선이라는 점에서 남다르다. 노스 요크, 특히 영/셰퍼드 지역은 최근 급속도로 성장하고 있는 지역이고, 근처 교외 지역의 '중심가'로 불리기도 한다. 셰퍼드 애비뉴는 기존 TTC 버스로는 감당이 되지 않을 정도로 수요가 엄청났으며, 버스는 항상 승객들로 가득 찼다.